# Bóbr
Bóbr, tyska: (der) Bober, tjeckiska: Bobr, är en 268 kilometer lång flod som rinner genom norra Tjeckien och sydvästra Polen. Floden har sin källa vid staden Žacléř i Tjeckien, nära Riesengebirge. Bóbr rinner samman med Oder vid Krosno Odrzańskie.
Floden föreslogs som ny gränsflod mellan Polen och Tyskland av USA och Storbritannien efter andra världskriget 1945, den så kallade Oder-Bober-linjen, men denna gränsdragning avslogs av Sovjetunionen och istället drogs gränsen i enlighet med Oder-Neisse-linjen.
Bóbr rinner genom de medelstora städerna Kamienna Góra, Jelenia Góra, Lwówek Śląski, Boleslawiec, Żagań, Nowogród Bobrzański och småstäderna Lubawka, Wleń och Szprotawa.
Floderna Łomnica, Kamienna, Kamienica, Kwisa, Czerna, Zadrna, Lesk och Szprotawa utgör bifloder till Bóbr.